# Stenia caulealis
Stenia caulealis là một loài bướm đêm trong họ Crambidae.